# Zeev Rudnick
Zeev Rudnick (em hebraico:  זאב רודניק; Haifa, 1961) é um matemático israelense.
Estudou na Universidade Bar-Ilan. Obteve um doutorado em 1990 na Universidade Yale, orientado por Ilja Pjatetskij-Shapiro e Roger Howe.
Recebeu o Prêmio Erdős de 2001. É fellow da American Mathematical Society. Foi palestrante convidado do Congresso Internacional de Matemáticos em Seul (2014: Some problems in analytic number theory for polynomials over a finite field).

## Publicações
- Editor com Andrew Granville: Equidistribution in Number Theory – an introduction. Springer 2007 (Proc. NATO Advanced Study Institute, Montreal 2005), incluindo por Rudnick The arithmetic theory of quantum maps e com Granville Uniform Distribution, Torsion points on curves.
- What is quantum chaos? Notices of the AMS, Vol. 55, Nr. 1, 2008, Online